# Hrabstwo Webster (Wirginia Zachodnia)
Hrabstwo Webster (ang. Webster County) – hrabstwo w stanie Wirginia Zachodnia w Stanach Zjednoczonych. Obszar całkowity hrabstwa obejmuje powierzchnię 556,15 mil² (1440,42 km²). Według szacunków United States Census Bureau w roku 2010 miało 9154 mieszkańców.
Hrabstwo powstało w 1860 roku. 

## Miasta
- Camden-on-Gauley
- Cowen[4]

## CDP

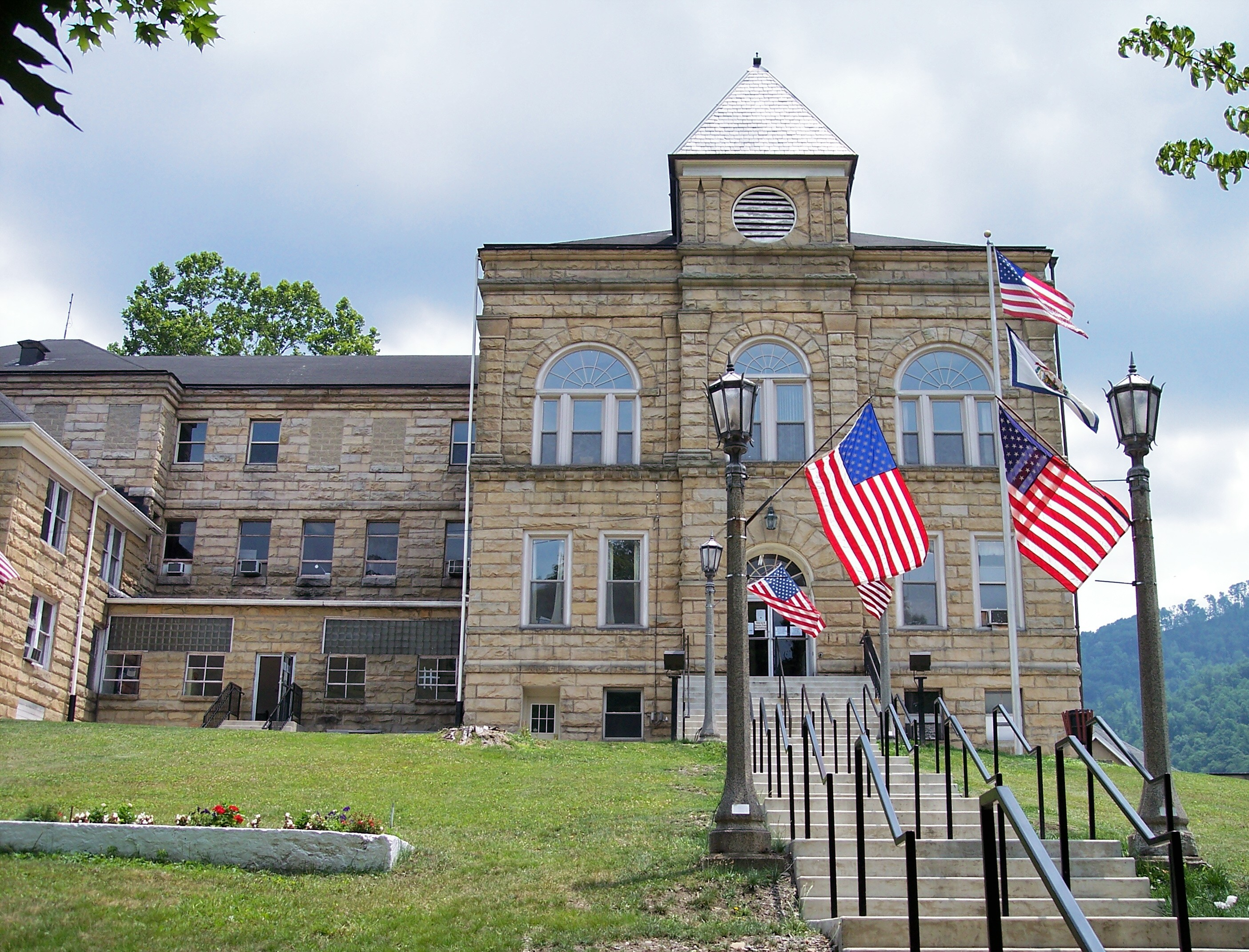
Budynek administracji (courthouse) w Webster Springs

- Bergoo[4]

| Populacja hrabstwa w poprzednich latach | Populacja hrabstwa w poprzednich latach |
| Rok                                     | Liczba ludności                         |
| --------------------------------------- | --------------------------------------- |
| 1980                                    | 12 306                                  |
| 1990                                    | 10 729                                  |
| 2000                                    | 9719                                    |
| 2010                                    | 9154                                    |